# Ipikil
Ipikil ist ein Ort auf der Insel Tanna in der Provinz Tafea im Inselstaat Vanuatu.

## Geographie
Der Ort liegt in der Ostküste der Insel Tanna, zusammen mit Lamakara an der Sulphur Bay und unterhalb des aktiven Vulkans Mount Yasur im Süden.
Lange war der Ort ein Zentrum der John-Frum-Bewegung. Im April 2000 ereignete sich jedoch eine Naturkatastrophe, als eine Seite des Lac Siwi (Lake Isiwi) brach und eine Flutwelle durch das Tal fegte und das Dorf zerstörte. Dabei kam jedoch kein Menschenleben zu Schaden, da die sich Dorfbewohner auf die Alarmglocke der nahegelegenen Kirche auf dem Felsen hin in Sicherheit bringen konnten. Tausende der Einwohner in der Umgebung traten daraufhin 2006 offiziell zum Christentum über.
1. ↑  GeoNames.org. Abgerufen am 10. August 2024.
2. ↑  Smithsonian Magazine, Paul Raffaele: In John They Trust. Abgerufen am 10. August 2024 (englisch).